# Семмі Шмодікс
Семюел Джозеф Шмодікс (24 вересня 1995) — англійсько-ірландський футболіст, який грає на позиції атакувального півзахисника в клубі чемпіонату EFL «Блекберн Роверз» та національної збірної Ірландії.
Шмодікс розпочав свою кар'єру в рідному клубі «Колчестер Юнайтед», де з семи років він проходив навчання в академії клубу. Він дебютував на професійному рівні у вересні 2013 року і забив 38 голів у 162 матчах за клуб. Під час виступів за «Колчестер» у 2015 році він виступав на правах оренди за «Брейнтрі Таун». У червні 2019 року Шмодікс покинув «Колчестер» і перейшов до «Брістоль Сіті».
Шмодікс приєднався до «Пітерборо» у вересні 2020 року після успішної шестимісячної оренди в кінці попереднього сезону.
Шмодікс дебютував у складі збірної Ірландії в товариському матчі проти Бельгії в березні 2024 року.

## Клубна кар'єра

### Колчестер Юнайтед
Шмодікс — вихованець академії Колчестер Юнайтед, в якій він грає з семи років. Він регулярно виходив на поле і забивав за команду до 18 років, зокрема забив гол у матчі з «Челсі» в Молодіжному Кубку Англії з рахунком 3:2 1 грудня 2012 року, переправивши м'яч у ворота Маколі Бонна.

#### Сезон 2013–14
Під час передсезонної підготовки «Колчестер Юнайтед» 2013—2014 років був викликаний до основного складу команди на товариські матчі. 12 липня 2013 року він був включений до складу команди тренера Джо Данна на матч проти АФК «Садбері» та забив двічі за дві хвилини першого тайму, що дозволило «Колчестеру» вийти вперед з рахунком 2–0 і в підсумку виграти з рахунком 5–0. Потім Шмодікса був зарахований до основного складу команди впродовж сезону, коли клуб переживав кризу травм. Він вийшов на заміну замість Крейга Істмонда і дебютував на професійному рівні 28 вересня, коли «Колчестер» зіграв унічию 1–1 проти «Брістоль Сіті» на «Ештон Гейт».
Виходячи в основному складі, Шмодікс продовжував виступати за юнаків до 18 років. 12 листопада він допоміг своїй команді перемогти в першому раунді Молодіжного Кубка Англії з рахунком 4–1 над АФК Вімблдон, забивши гол у дебюті зустрічі, що також допомогло продовжити їхню безпрограшну серію до 13 перемог у 13 матчах чемпіонату та Кубка.
У січні 2014 року Шмодікс потрапив до списку номінантів на нагороду «Учень року» Футбольної ліги в категорії «Перша ліга», протистоявши Джошу Браунгіллу з «Престон Норт-Енд» і Брендану Гелловею з «Мілтон Кейнс Донс». Він посів друге місце після Геловея на церемонії нагородження, що відбулася в березні 2014 року.
З молодіжною командою «Колчестер Юнайтед» до 18 років Шмодікс допоміг клубу виграти чемпіонський титул та двічі виграти кубок у сезоні 2013–14. Він відзначився хет-триком у фіналі Молодіжного кубку Альянсу проти Бредфорд Сіті на Веллі Перейд 29 квітня, який завершився перемогою «Юнайтед» з рахунком 4–2.
Шмодікс завершив сезон, записавши на свій рахунок сім виходів на заміну в Лізі 1 та один раз вийшовши на заміну в Кубку Англії.

#### Сезон 2014–15
Шмодікс дебютував у сезоні, вийшовши на заміну у другому таймі замість Фредді Сірса у виїзному матчі Кубка ліги 12 серпня 2014 року проти «Чарльтон Атлетик», який «Колчестер» програв на виїзді з рахунком 4–0. Вперше у стартовому складе він вийшов 30 серпня, коли «Юнайтед» зазнали поразки від «Пітерборо Юнайтед» з рахунком 3–1 на стадіоні «Колчестер Комьюніті Стедіум». На 57 хвилині Шмодікса замінив Домінік Восе.
10 жовтня Шмодікс підписав із «Колчестером» контракт на три з половиною роки, який діятиме до літа 2018 року. 9 листопада він забив свій перший професійний гол за клуб. Вийшовши на заміну на 81-й хвилині замість Алекса Гілбі в матчі першого раунду Кубка Англії проти Госпорт Боро, Шмодікс перекинув м'яч через воротаря «Госпорта» в компенсований час, забив шостий гол «Колчестера» в матчі 6–3. Свій перший гол у лізі він забив у Боксінг Дей 2014 року в домашній поразці «Колчестера» від «Джиллінгема» (2–1), реалізувавши пас Шона Клохессі. Попри те, що Шмодікс здебільшого виходив на заміну, тренер Х'юмс сказав, що він був «дуже близький» до того, щоб стати постійним гравцем основного складу клубу в різдвяний період, і що гравець «дуже важливий для нас у майбутньому». Після цього Шмодікс увійшов до складу першої команди, вийшовши в стартовому складі, починаючи з безгольової нічиєї з Кроулі Таун 28 грудня.
Після того, як Шмодікс потрапив до основного складу команди й провів 35 матчів за сезон, а також забив п'ять голів, він був визнаний «Молодим гравцем року» «Колчестер Юнайтед» у травні 2015 року.

#### Сезон 2015–16 і оренда в «Брейнтрі Таун».
Після шести виходів на поле у складі першої команди на початку сезону 2015-16 років Шмодікс був відпущений в оренду, щоб отримати більше досвіду гри в першій команді. Він приєднався до команди Національної ліги «Брейнтрі Таун» 30 жовтня 2015 року на умовах місячної оренди. Наступного дня він дебютував у складі «Брейнтрі», забивши гол на 75-й хвилині матчу з «Маклсфілд Таун» на «Крессинг-роуд» з результатом 1–0. . Шмодікс був повернутий у команду 27 листопада після звільнення тренера Тоні Х'юмса з «Колчестера» 26 листопада.
Травма стопи змусила Шмодікса кілька місяців бути поза грою, носити захисний черевик і робити ін'єкції, щоб уникнути операції на Різдво і Новий рік. У березні 2016 року він вибув до кінця сезону після операції на гомілкостопі. В сезоні він провів вісім матчів за Колчестер на додаток до трьох за Брейнтрі. 21 червня підписав з клубом трирічний контракт.

#### Сезон 2016-17
Свій перший гол у сезоні 2016-17 років Шмодікс забив 27 серпня 2016 року в матчі проти «Вікем Вондерерз», який «Колчестер» виграв з рахунком 2–0 на «Адамс Парк». Травма щиколотки далася взнаки в другій половині 2016 року, і в січні 2017 року він був змушений перенести операцію на проблемній щиколотці, яка, за розрахунками фізіотерапевта Тоні Флінна, повинна була вивести Шмодікса з ладу приблизно на шість тижнів. Він повернувся до гри 4 березня 2017 року, замінивши Шона Мюррея під час гри Колчестера проти Кембридж Юнайтед. Уже через вісім хвилин після виходу на поле Шмодікс зрівняв рахунок для «Колчестера» і заробив нічию 1–1. Після підкату нападника «Кру Александра» Кріса Дагнолла під час виїзної поразки «Колчестера» з рахунком 2–0 18 березня, було підтверджено, що Шмодікс зламав ногу і вибув до кінця сезону, забивши п'ять м'ячів у 23 матчах за «Колчестер».

#### Сезон 2017–18
Шмодіч вийшов з лави запасних і забив свій перший гол у сезоні та єдиний гол «Колчестера» 5 серпня в матчі-відкритті сезону на «Аккрингтон Стенлі» (3–1). Забивши п'ять голів у п'яти іграх протягом грудня, включаючи дубль у переможному матчі проти «Екзетер Сіті» з рахунком 3–1, Шмодікс був номінований на нагороду Гравець місяця другої ліги EFL. Його виступи протягом першої половини сезону призвели до припущень, що він підпише контракт з клубом Прем'єр-ліги «Борнмут» за 1 мільйон фунтів стерлінгів під час січневого трансферного вікна. Згодом, 12 січня, він був визнаний гравцем місяця Другої ліги.

#### Сезон 2018-19
Шмодікс другий сезон поспіль став найкращим бомбардиром «Колчестера», забивши 15 м'ячів, а коли термін його контракту закінчувався наприкінці сезону, йому знову пророкували уход із клубу.

### Брістоль Сіті
28 червня 2019 року Шмодікс завершив свою 16-річну спортивну кар'єру в «Колчестер Юнайтед», підписавши трирічний контракт із клубом Чемпіоншип «Брістоль Сіті» за неназвану суму.

#### Сезон 2019–20 та оренда в «Пітерборо Юнайтед».
Провівши лише чотири матчі за п'ять місяців у склад «Брістоль Сіті», 16 січня 2020 року Шмодікс підписав шестимісячну оренду з «Пітерборо Юнайтед».
а два дні Шмодікс зіграв свій перший матч за «Пітерборо», програвши 1–0 «Вімблдон», і за час оренди провів загалом 10 матчів, забивши чотири голи, включно з дублем у ворота «Іпсвіч Таун» у матчі за підвищення в класі з рахунком 4–1.

### Пітерборо Юнайтед
8 вересня 2020 року Шмодікс підписав довгостроковий контракт із «Пітерборо». Він підписав чотирирічний контракт за «нерозкриту суму», яка, за чутками, перевищувала 1 млн фунтів стерлінгів, а інтерес до нього проявляли низка інших клубів, включно із «Сандерлендом» і «Портсмутом». Шмодікс забив 16 голів у всіх турнірах за Пітерборо в сезоні 2020—2021, допоміг клубу вибороти підвищення в класі та повернутися в Чемпіоншип.

### Блекберн Роверс
1 серпня 2022 року Шмодікс приєднався до «Блекберн Роверз» за трирічною угодою з правом на додатковий рік, сума відступних не розголошується. Раніше «Пітерборо» відхилив три пропозиції від «Блекберна», кожна з яких перевищувала 1 млн фунтів стерлінгів, перш ніж було узгоджено суму відступних. Тренер Блекберна Йон Дал Томассон сказав, що Шмодікс добре підійде для інтенсивного стилю гри клубу. 6 серпня 2022 року Шмодікс забив у своєму дебютному матчі за «Блекберн» у виїзному поєдинку проти «Суонсі Сіті» (3–0).
Після блискучого початку сезону 2023—2024 Шмодікс був визнаний гравцем місяця чемпіонату EFL у листопаді 2023 року, забивши шість голів у чотирьох матчах. Його форма протягом сезону принесла йому місце в команді найкращих гравців чемпіонату EFL. Наприкінці сезону він також був визнаний гравцем року за версією вболівальників та гравців «Блекберна».

## Кар'єра в збірній
Окрім країни народження Англії, Шмодікс також має право представляти Ірландію та Угорщину через свою бабусю ірландського походження з графства Лонгфорд і дідуся угорського походження.
28 травня 2021 року Шмодікс отримав свій перший виклик до національної збірної Ірландії на літні товариські матчі проти Андорри та Угорщини (країна одного з його предків), після того, як Каллум Робінсон і Аарон Конноллі вибули зі стартового склад через травми. 2 червня 2021 року він був виключений зі складу збірної Ірландії після того, як під час тренування перед грою з Андоррою отримав травму плеча.
У жовтні 2023 року його викликали на два відбіркові матчі Євро-2024 проти Греції та Гібралтару, але він відмовився від участі з особистих причин.
У березні 2024 року головний тренер збірної Угорщини Марко Россі публічно розкритикував Шмодікс з за те, що той нібито передав у ЗМІ інформацію про контакт із Россі, щоб переконати його змінити міжнародну приналежність на Угорщину перед початком Євро-2024. Сам Шмодікс спростував заяви Россі, заявивши: «Їхній тренер вийшов і сказав те, що він сказав про мене. Я не зовсім розумію, звідки це взялося, адже я ніколи не спілкувався ні з ким із цієї країни. Я повністю зосереджений на тому, щоб грати за Ірландію. Я ніколи не ухвалював рішення, все виникло з нізвідки, він сказав, що я використовував це як виверт, щоб потрапити в команду, але це зовсім не так. Я нічого не чув про це, я ні з ким звідти не спілкувався».
Його довгоочікуваний дебют за збірну Ірландії відбувся 23 березня 2024 року в матчі проти Бельгії (0:0) на стадіоні «Авіва».

## Статистика виступів

### Клубна
Станом на 4 травня 2024 року
| Клуб                     | Сезон             | Ліга              | Ліга  | Ліга | Кубок Англії | Кубок Англії | Кубок ліги | Кубок ліги | Інше  | Інше | Загалом | Загалом |
| Клуб                     | Сезон             | Дивізіон          | Матчі | Голи | Матчі        | Голи         | Матчі      | Голи       | Матчі | Голи | Матчі   | Голи    |
| ------------------------ | ----------------- | ----------------- | ----- | ---- | ------------ | ------------ | ---------- | ---------- | ----- | ---- | ------- | ------- |
| Колчестер Юнайтед        | 2013–14           | Перша ліга        | 7     | 0    | 1            | 0            | 0          | 0          | 0     | 0    | 8       | 0       |
| Колчестер Юнайтед        | 2014–15           | Перша ліга        | 31    | 4    | 2            | 1            | 1          | 0          | 1     | 0    | 35      | 5       |
| Колчестер Юнайтед        | 2015–16           | Перша ліга        | 5     | 0    | 1            | 0            | 1          | 0          | 1     | 0    | 8       | 0       |
| Колчестер Юнайтед        | 2016–17           | Друга ліга        | 19    | 5    | 1            | 0            | 1          | 0          | 2     | 0    | 23      | 5       |
| Колчестер Юнайтед        | 2017–18           | Друга ліга        | 37    | 12   | 0            | 0            | 1          | 0          | 2     | 1    | 40      | 13      |
| Колчестер Юнайтед        | 2018–19           | Друга ліга        | 44    | 14   | 1            | 0            | 1          | 1          | 3     | 0    | 49      | 15      |
| Колчестер Юнайтед        | Загалом           | Загалом           | 142   | 35   | 6            | 1            | 5          | 1          | 9     | 1    | 163     | 38      |
| Брейнтрі Таун (loan)     | 2015–16           | Національна ліга  | 3     | 2    | 0            | 0            | —          | —          | 0     | 0    | 3       | 2       |
| Бристоль Сіті            | 2019–20           | Чемпіоншип        | 3     | 0    | 0            | 0            | 1          | 0          | —     | —    | 4       | 0       |
| Пітерборо Юнайтед (loan) | 2019–20           | Перша ліга        | 10    | 4    | 0            | 0            | 0          | 0          | 0     | 0    | 10      | 4       |
| Пітерборо Юнайтед        | 2020–21           | Перша ліга        | 42    | 15   | 1            | 0            | 0          | 0          | 3     | 1    | 46      | 16      |
| Пітерборо Юнайтед        | 2021–22           | Чемпіоншип        | 36    | 6    | 3            | 1            | 0          | 0          | —     | —    | 39      | 7       |
| Пітерборо Юнайтед        | 2022–23           | Перша ліга        | 1     | 0    | 0            | 0            | 0          | 0          | 0     | 0    | 1       | 0       |
| Пітерборо Юнайтед        | Загалом           | Загалом           | 89    | 25   | 4            | 1            | 0          | 0          | 3     | 1    | 96      | 27      |
| Блекберн Роверз          | 2022–23           | Чемпіоншип        | 34    | 5    | 4            | 2            | 3          | 0          | —     | —    | 41      | 7       |
| Блекберн Роверз          | 2023–24           | Чемпіоншип        | 44    | 27   | 3            | 6            | 1          | 0          | —     | —    | 46      | 31      |
| Блекберн Роверз          | Загалом           | Загалом           | 78    | 32   | 7            | 8            | 4          | 0          | —     | —    | 89      | 40      |
| Усього за кар'єру        | Усього за кар'єру | Усього за кар'єру | 316   | 94   | 17           | 10           | 10         | 1          | 12    | 2    | 355     | 107     |

1. 1 2  Виступ у Трофеї Футбольної ліги
2. 1 2 3 4  Виступ у EFL Trophy

### Міжнародний
Станом на 26 березня 2024 року
| Національна збірна          | Рік     | Матчі | Голи |
| --------------------------- | ------- | ----- | ---- |
| національна збірна Ірландії |         |       |      |
| 2024 рік                    | 2       | 0     |      |
| Загалом                     | Загалом | 2     | 0    |

## Досягнення
Колчестер Юнайтед U18
- Молодіжний альянс футбольної ліги Південно-Східний: 2013–14[72]
- Кубок молодіжного альянсу футбольної ліги : 2013–14[14]

Індивідуальний
- Найкращий молодий гравець року «Колчестер Юнайтед»: 2015[24]
- Гравець місяця EFL Championship: листопад 2023[52]
- Команда сезону EFL Championship : 2023–24[53]
- Гравець року «Блекберн Роверс» : 2023–24[54]